# Christopher Mwoleka
Christopher Mwoleka (* 9. August 1927 in Itahwa; † 16. Oktober 2002) war ein tansanischer Geistlicher und römisch-katholischer Bischof von Rulenge.

## Leben
Christopher Mwoleka empfing am 30. Juni 1962 das Sakrament der Priesterweihe.
Am 6. März 1969 ernannte ihn Papst Paul VI. zum Titularbischof von Zica und zum Weihbischof in Rulenge. Der Apostolische Pro-Nuntius in Tansania, Erzbischof Pierluigi Sartorelli, spendete ihm am 19. Juni desselben Jahres in der Mater Misericodiae Cathedral in Bukoba die Bischofsweihe; Mitkonsekratoren waren der Erzbischof von Tabora, Marko Mihayo, und der Bischof von Bukoba, Placidus Gervasius Nkalanga OSB.
Papst Paul VI. ernannte ihn am 26. Juni 1969 zum Bischof von Rulenge. Am 8. November 1996 nahm Papst Johannes Paul II. das von Christopher Mwoleka vorgebrachte Rücktrittsgesuch an.